# 카메룬비늘꼬리청서
카메룬비늘꼬리청서(Zenkerella insignis)는 비늘꼬리청서과에 속하는 설치류의 일종이다. 카메룬비늘꼬리청서속(Zenkerella)의 유일종이다. 카메룬과 중앙아프리카공화국, 가봉에서 발견된다. 자연 서식지는 아열대 또는 열대 기후 지역의 습윤 저지대 숲이다. 서식지 감소로 멸종 위협을 받고 있다.